# 高山太郎
高山太郎（たかやま たろう、1975年3月17日 - ）は、茨城県出身の元騎手・現調教助手。

## 来歴
祖父と叔父が調教師、父も騎手という競馬一家に生まれ、小さい頃から厩舎にもよく行くなど馬は身近な存在であった。
父がレースで騎乗する姿は見て格好良いと思っていたが、小学生の時から始めた乗馬が本当に楽しく、周りの乗馬仲間も皆トレセンの人で、自然と「騎手になりたいな」という風になっていく。
競馬学校は中学3年の受験の時に、乗馬で落馬して足を骨折し、一応試験は受けたものの不合格。1年間は高校に行って、再び受験して合格し、入学後は岩部純二・植野貴也・菊地昇吾・小林久晃・幸英明・吉田豊・渡辺薫彦と同期の10期生になる。
卒業後の1994年3月に美浦・佐藤全弘厩舎からデビューし、同5日の中山第3競走4歳未勝利・フレンドシップ（13頭中3着）で初騎乗 を果たすと、26日の中山第3競走4歳未勝利・ドウカンパレードで初勝利 を挙げる。6月4日の東京で初の特別勝ちと初の1日2勝、翌5日の東京では初の2日連続勝利を挙げるなど、1年目の同年から2桁勝利の25勝をマークし、関東の新人賞に当たる民放競馬記者クラブ賞を受賞。結局この年がキャリアハイとなったが、1997年まで4年連続2桁勝利を記録。
2年目の1995年には5月6日の東京第8競走4歳以上500万下を16頭中15番人気のマイネルエンブレムで勝利して単勝・馬連万馬券の波乱を起こし、宮城・関兵牧場生産馬アジュディケーターでダート1000mの新馬戦で2着に4馬身差を付けて悠々と逃げ切る。
3年目の1996年には1月6日の東京第2競走4歳新馬を16頭中15番人気のローズパシフィックで勝利して単勝・枠連・馬連万馬券、翌7日の東京第10競走サンライズステークスを14頭中12番人気のウエスタンマッチで勝利して馬連万馬券と2日連続で波乱を起こす。
1997年2月15日の東京第3競走4歳未勝利ではラグビーボール産駒フウライボウで16頭中15番人気ながら勝利して単勝3万・馬連8万馬券の波乱、6月8日の東京第4競走4歳未勝利では18頭中18番人気のタカノスポットで最後方から2着に追い込んで馬連11万馬券の大波乱を起こす。
1998年には9歳馬クラウンシチーで吾妻小富士オープンでは14頭中13番人気ながらアンブラスモア・クロカミに次ぐ4着、関屋記念では11頭中11番人気ながらダイワテキサス・スガノオージ・ロイヤルスズカに次ぐ4着、京成杯オータムハンデキャップではシンコウスプレンダ・ビッグサンデーに次ぐ5着に入った。
1999年には3月13日の中山第12競走4歳以上900万下を14頭中13番人気のブライトマリンで勝利して馬連5万馬券、4月11日の中山第3競走4歳未勝利を11頭中11番人気のフォージドチャンプで勝利して枠連・馬連万馬券、8月21日の新潟第7競走4歳以上500万下を12頭中12番人気のラッキーボニータで勝利して馬連4万馬券の波乱を起こした。
2000年のカブトヤマ記念ではアンバーシャダイ産駒の7歳馬ヘッドシップに50kgで騎乗し、師匠の佐藤から言われていた「馬を最後まで追え」というアドバイス通りにレースができ、自身唯一の重賞勝利を挙げる。2着は8歳ながら57.5kgのトップハンデを背負ったゴーイングスズカで7.5kgの重量差があり、鞍上の芹沢純一は騎乗機会6年連続2着となった。
2000年には3年ぶりの2桁となる12勝をマークしたが、2001年の11勝が最後の2桁勝利となり、2002年にはレース史上3度目となる七夕の七夕賞をサイレントセイバーでイーグルカフェ・コイントスに次ぐ4着に入った。
2001年8月4日の新潟第4競走3歳未勝利ではアジュディケーターと同じ関兵牧場生産馬ビッグジョリーで逃げ切り、2301戦目で通算100勝を達成。
2003年には七夕の高崎で行われた七夕特別をアンカレッジシチーで勝利し、12月13日の中山第4競走2歳新馬ではアジュディケーターを母に持つプライムマイナーで好発を決めて先手を取ると、直線では後続を突き放して圧勝。
2004年と2005年にはサクラバクシンオー産駒トップパシコで活躍し、2004年夏の福島・塩屋埼特別（500万下）で好スタートから楽に先手を取って直線でも脚色衰えず逃げ切り、2005年冬には小倉・帆柱山特別（1000万下）でトップハンデを背負いながらも敢然と先頭に立って追いすがる後続を完封。シルクロードステークスでも先手を取り、直線に入っても最内を突いたが、馬場の真ん中から並ぶようにして伸びたプレシャスカフェ・ギャラントアローには交わされて3着であった。
2006年9月1日付でフリーとなってからも、所属していた佐藤厩舎との関係は変わらずに続く。
2008年1月13日の中山第10競走初凪賞ではスズライトアップで中団よりやや後ろに待機し、4コーナーで外に出すと、他が止まったような豪脚で1番人気のロトブルースターを捉えて勝利。レース後には急いで小倉に行く身支度を慌しく整えながら、競馬評論家の阿部幸太郎とツーショットを撮っている。初凪賞が自身最後の特別勝ちとなり、同年はこの1勝に終わる。
2009年1月11日の中山第2競走3歳未勝利では6番人気のフォージドスチールで2コーナーから少し行きたがってなだめるのに苦労しながらも8戦目での初勝利に導いたが、自身は最後の勝利となった。
2010年1月30日の中京第12競走鞍ヶ池特別・カフェアラジン（18頭中10着）が最後の騎乗となり、翌31日付で現役を引退。
引退後は松山康久厩舎の調教助手となり、サウンドオブハートを担当。

## 騎手成績
| 通算成績 | 1着 | 2着 | 3着 | 4着以下 | 出走回数 | 勝率 | 連対率 |
| -------- | --- | --- | --- | ------- | -------- | ---- | ------ |
| 平地     | 142 | 189 | 196 | 3408    | 3935     | .036 | .084   |

主な騎乗馬
- ヘッドシップ（2000年カブトヤマ記念）
- トップパシコ（2006年シルクロードステークス3着）
- ケイワンバイキング
- ノーザンレインボー